# Агафонов, Анатолий Викторович
Анатолий Викторович Агафонов (род. 16 сентября 1949, Первома́йск, Одесская область) — бывший народный депутат Украины.

## Биография
Родился 16 сентября 1949 (город Первомайск, Николаевская область) в семье рабочего; русский; жена Людмила Владимировна — экономист; имеет сына и дочь.
Образование: Одесский инженерно-строительный институт, инженер-строитель.
Народный депутат Украины 2-го созыва с июля 1994 (2-й тур) до апреля 1998, Первомайский избирательный округ № 289 Николаевская область, выдвинут трудовым коллективом. Председатель подкомитета по вопросам обеспечения деятельности депутатов Комитета по вопросам регламента, депутатской этики и обеспечения деятельности депутатов. Член фракции СПУ и СелПУ.
По окончании средней школы работал электромонтажником. После института: прораб, начальник участка Первомайского межколхозстроя; главный инженер ПМК-1, с 1979 — начальник ПМК-7. С 1986 — заместитель председателя Первомайского райисполкома. С 1989 — директор межхозяйственного предприятия строительных материалов. 1992—1994 — заместитель председателя Первомайского райсовета народных депутатов.
Был главным консультантом отдела организационной работы с регионами Управления по связям с местными органами власти и органами местного самоуправления Аппарата Верховной Рады Украины.